# Słupsko (wzgórze)
Słupsko, Góra Słupsko – wzgórze na Wyżynie Częstochowskiej w obrębie miejscowości Kostkowice. Należy do pasma zwanego Skałami Kroczyckimi i jest najdalej na północ wysuniętym wzgórzem tego pasma. Jego północne zbocza opadają do Zalewu Dzibice (zwanego też Zalewem Kostkowickim), południowe do pokrytych polami uprawnymi i zabudowaniami obszarów Kostkowic. Szczyt Słupska jest dobrym punktem widokowym na Zalew Dzibice.

## Archeologia
Wzgórze porasta las sosnowy, ale szczyt jest bezleśny, skalisty i znajduje się na nim grodzisko. Jest to pozostałość po jednym z największych grodów na Wyżynie Krakowsko-Częstochowskiej. Badania archeologów wykazały, że zamieszkany był po wczesne średniowiecze. Od północnej strony był niedostępny, gdyż zbudowano go na urwisku, a od południowej strony chroniły go podwójne wały i fosa między nimi. Wały obronne opierały się o naturalne wapienne skały, które wkomponowano w układ obronny grodu.
Oprócz grodu archeolodzy prowadzili badania także w namulisku częściowo zawalonego schroniska Krzemienny Okap w Słupsku i na placu przed nim. Znaleźli dowody świadczące o zamieszkiwaniu tutaj ludzi prehistorycznych: około 1000 zabytków krzemiennych, 100 fragmentów ceramiki i 150 kości zwierzęcych. Tworzyły warstwę kulturową o grubości 20–30 cm. Na podstawie tych znalezisk archeolodzy oceniają, że było to obozowisko ludzi z okresu późnego neolitu zaliczanych do tak zwanej kultury ceramiki sznurowej. Ich głównym zajęciem było wytwarzanie narzędzi krzemiennych. Krzemienie do ich produkcji wydobywali w pobliżu obozowiska.

## Wspinaczka skalna i jaskinie
Słupsko wchodzi w skład Specjalnego Obszaru Ochrony Siedlisk Natura 2000 Ostoja Kroczycka. Na wzgórzu jest kilka skał, dwie z nich są obiektem wspinaczki skalnej. Wspinacze opisują je jako Góra Słupska I i II oraz Góra Słupska III. Mają wysokość 10–12 m, pionowe i połogie ściany i występują w nich filary, kominy, przewieszenia i zacięcia. Wspinacze przeszli na nich 11 dróg wspinaczkowych o trudności IV+ – VI.3 w skali Kurtyki{.
Na wzgórzu Słupsko oprócz Krzemiennego Okapu znajdują się jeszcze trzy inne schroniska: Schronisko Dolne w Słupsku Pierwsze, Schronisko Dolne w Słupsku Drugie, Schronisko Górne w Słupsku.

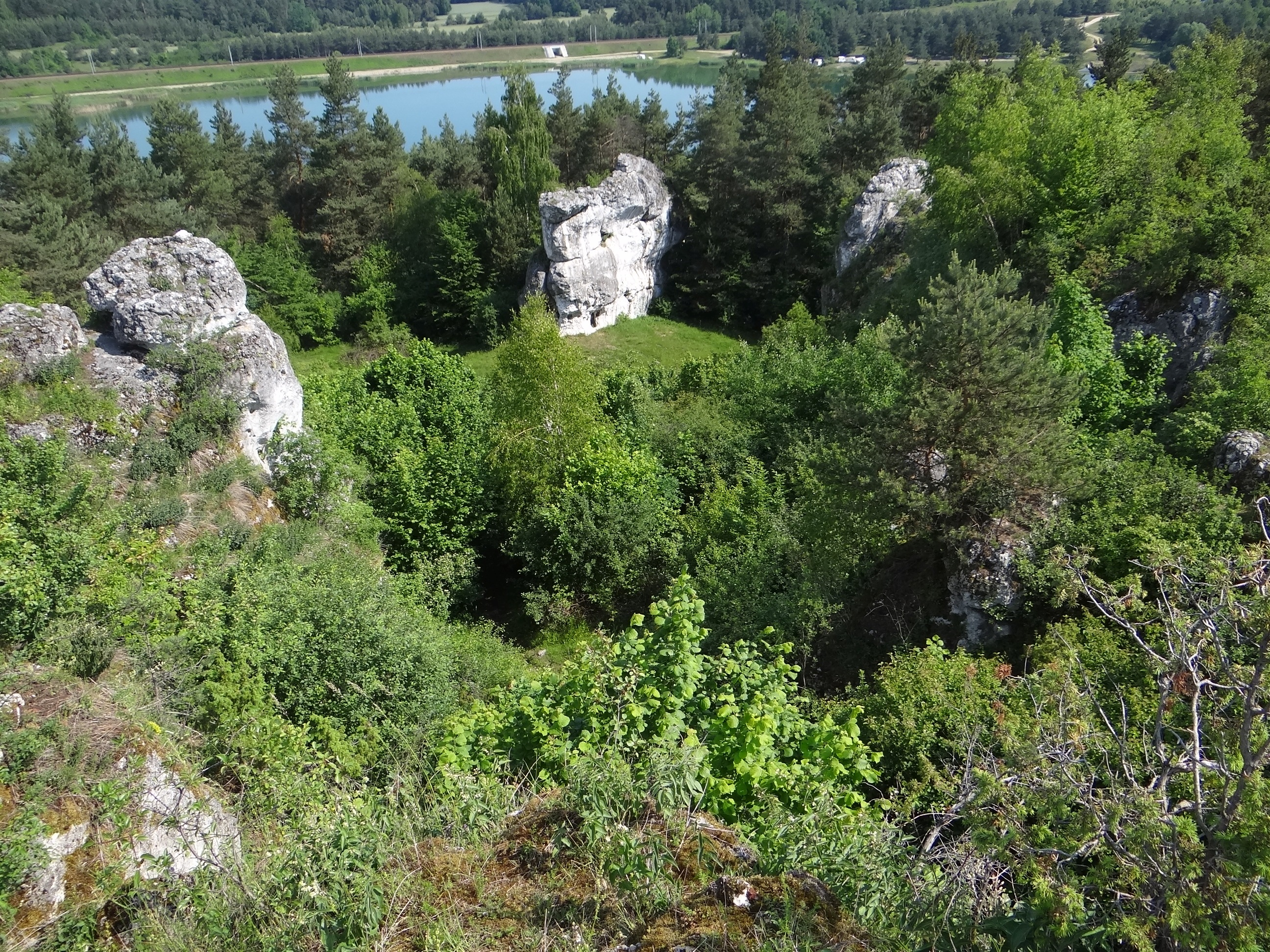
Skałki na wzgórzu. W głębi Zalew Dzibice
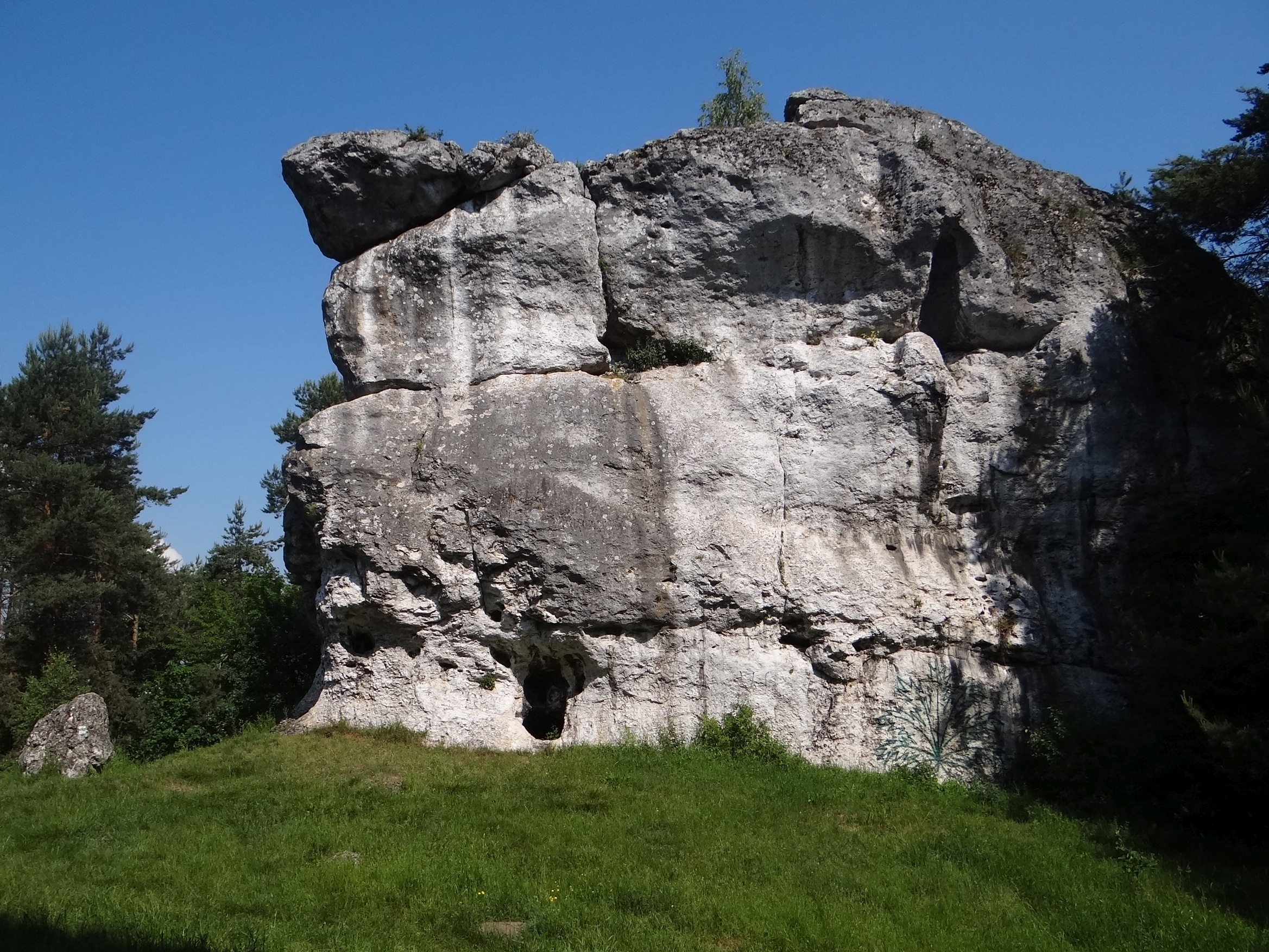
Góra Słupska I
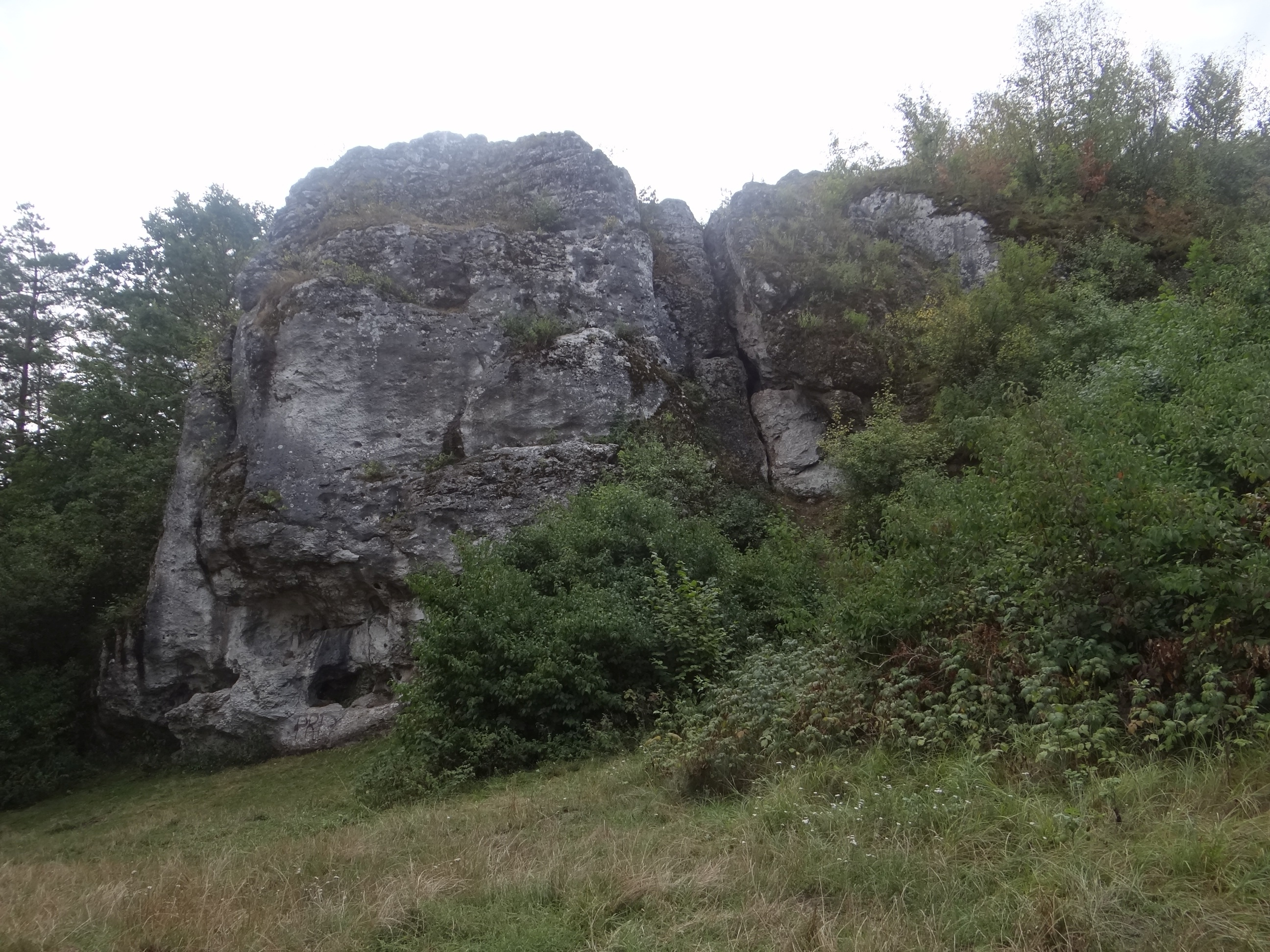
Góra Słupska II
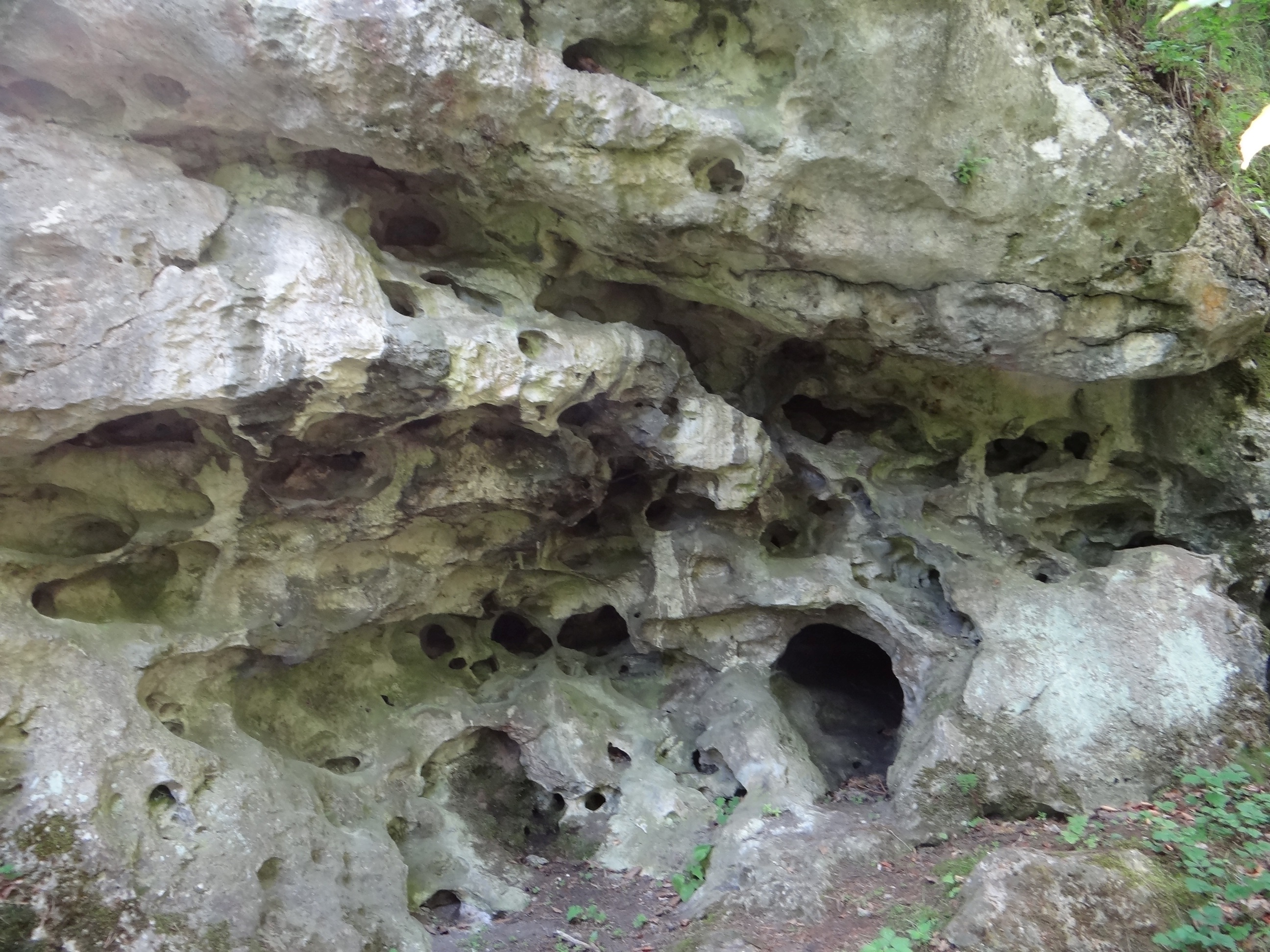
Rzeźba krasowa skał

## Szlak turystyczny
Zalew Dzibice – Słupsko – Kołaczyk – Góra Zborów – Centrum Dziedzictwa Przyrodniczego i Kulturowego Jury – Skały Rzędkowickie – Włodowice